# Osowo (powiat kościerski)
Osowo (dodatkowa nazwa w j. kaszub. Òsowò) – wieś kaszubska w Polsce, położona w województwie pomorskim, w powiecie kościerskim, w gminie Karsin.
W latach 1975–1998 miejscowość należała administracyjnie do województwa gdańskiego.

## Części wsi
| SIMC    | Nazwa             | Rodzaj    |
| ------- | ----------------- | --------- |
| 0162620 | Ameryka           | część wsi |
| 0162636 | Białe Błoto       | część wsi |
| 1061452 | Niebo             | część wsi |
| 1014524 | Osowo-Wybudowanie | część wsi |
| 0162659 | Osówko            | część wsi |
| 0162665 | Ostrzywilk        | część wsi |

## Historia
Od 25 października 1906 r. do 7 marca 1907 r. w miejscowej szkole elementarnej odbył się strajk dzieci przeciwko nauczaniu religii w języku niemieckim. Z uczestników strajku znane jest tylko nazwisko jednego uczestnika: J. Piekarski. Strajk był elementem znacznie większej akcji biernego oporu wobec pruskich władz szkolnych, która na przełomie 1906 i 1907 r. objęła ponad 460 (!) szkół w prowincji Prusy Zachodnie, czyli przedrozbiorowe Pomorze Gdańskie, Powiśle, ziemię chełmińską i ziemię lubawską oraz część Krajny. Inspiracją dla strajków pomorskich były wcześniejsze działania dzieci w prowincji wielkopolskiej, ze słynnym strajkiem we Wrześni (1901) na czele.

## Ochotnicza Straż Pożarna
OSP w Osowie jest jednostką typu S-2 należącą do Krajowego Systemu Ratowniczo Gaśniczego (KSRG). Na wyposażeniu posiada dwa wozy bojowe: GBA 2,5/24 Mercedes Atego 1329 AF oraz GLM "Ford Transit 100 T300"(motopompa M16/8 TOHATSU VC82ASE).
Przy OSP działa Orkiestra Dęta.

## Nazwy źródłowe miejscowości
niem. Ossowo